# Limnichus pumilio
Limnichus pumilio är en skalbaggsart som beskrevs av Jan Obenberger 1916. Limnichus pumilio ingår i släktet Limnichus och familjen lerstrandbaggar. Inga underarter finns listade i Catalogue of Life.